# Zygzak McQueen
Zygzak McQueen samochód wyścigowy posiadający numer 95. Główny bohater filmu Cars, Cars 2 i Cars 3, serialu Auta w trasie i jeden z bohaterów bajki Bujdy Na Resorach.

## Auta
Zygzak McQueen uczestniczył w zawodach o Złoty Tłok z 42 innymi wyścigówkami jego głównymi rywalami byli Marek Marucha i Strip Weathers (inaczej Król).  
McQueen dobrze sobie radził lecz przy zjeździe na wymianę opon i zatankowanie nie pozwolił, żeby zmienić mu opony i pojechał dalej na tych wcześniejszych. Przed końcem mety McQueen'owi pękła mu prawa tylna opona, a potem lewa tylna opona przez co nie mógł jechać wystarczająco szybko by przekroczyć linię mety przed swoimi rywalami, gdy byli już prawie przy mecie McQueen wyciągnął język przez co zremisował z Strip'em Weathers  i Markiem Maruchą.
Później ogłoszono że dogrywka odbędzie się w Kaliforni. McQueen'a wiozła tam jego ciężarówka transportowa Maniek lecz McQueen postanowił, żeby Maniek nie przerwał przejażdżki na noc i jechał tam bezpośrednio powiedział mu, że będzie z nim gadał całą noc choć po chwili zasnął. Potem do Mańka podjechały cztery tuningowane samochody jeden z nich puścił spokojną muzykę, żeby Maniek zasnął po chwili udało im się osiągnąć to co zamierzali i odjechali. W środku przyczepy w której jechał McQueen jeden z jego małych modeli spadł na przycisk otworzenia klapy i McQueen wyleciał z przyczepy i znalazł się na drodze po chwili się obudził stał pod prąd, szybko zjechał z drogi i zaczął szukać Mańka lecz go nie znalazł.
Podczas, gdy McQueen szukał Mańka przekroczył dozwoloną prędkość przez co zaczął go gonić szeryf. Przez pechowy zbieg okoliczności McQueen zniszczył spory kawałek asfaltu lokalnej drogi wpada wprost pod ręce szeryfa. 
Nazajutrz McQueen dowiaduje się, że trafił do na wpół opuszczonego, odciętego od świata miasteczka, Chłodnicy Górskiej. Jego mieszkańcy postanawiają, że wypuszczą go, kiedy naprawi zniszczoną przez siebie drogę. Nie zważając na protesty i zapewnienia McQueena, że jest wyścigówką, zaprzęgają go do maszyny kładącej asfalt. 
Naprawa drogi – słynnej Trasy 66 – udaje się Zygzakowi dopiero za drugim podejściem. W trakcie pobytu w Chłodnicy poznaje Złomka odkrywa, że wójt to legenda wyścigów, słynny Hudson Hornet, jedyny zdobywca trzech Złotych Tłoków z rzędu. Karierę Hudsona w latach 50. zakończył niefortunny wypadek. McQueen zaprzyjaźnia się z mieszkańcami miasta, zwłaszcza z piękną Sally Carrera, jednak jego obecność sprawia, że do Horneta wracają niechciane wspomnienia. Wójt zawiadamia prasę i organizatorów wyścigów o miejscu pobytu Zygzaka. Wkrótce w mieście zjawia się Maniek w asyście tłumów dziennikarzy. Zygzak jest rozdarty między pragnieniem zwycięstwa a rodzącym się uczuciem do Sally, w końcu jednak odjeżdża.
Wyścig w Kalifornii zaczyna się dla niego niefortunnie – McQueen nie może się skupić i ma problemy z dogonieniem rywali. Wciąż myśli o Sally. Nagle w słuchawkach słyszy głos Hudsona – okazuje się, że jego przyjaciele z Chłodnicy Górskiej przyjechali mu towarzyszyć, a sam Hudson przejmuje rolę szefa jego ekipy technicznej. Dzięki jego radom i zachętom Zygzak brawurowo nadrabia straty i wyprzedza rywali. O krok od zwycięstwa spostrzega, że Marucha nieczystym zagraniem spycha z toru Króla, który ulega wypadkowi. Przypominając sobie wypadek Hudsona, który zakończył karierę mistrza, Zygzak hamuje tuż przed linią mety, puszcza Maruchę przodem i wraca po poobijanego Króla. Popychając go przed sobą przetacza go przez linię mety ze słowami „Król musi ukończyć ostatni wyścig”. Marucha zostaje oficjalnym zwycięzcą, ale wszyscy kibice i komentatorzy są po stronie Zygzaka. Dinoco oferuje sponsoring McQueen'owi, ten jednak uprzejmie odmawia, postanawiając pozostać lojalnym swojemu dotychczasowemu sponsorowi.
Po wyścigu McQueen wraca do Chłodnicy na stałe, zakłada tam swoją bazę treningową. Dzięki niemu miasto wraca na mapę.

## Auta 2
McQueen po raz kolejny weźmie udział z 11 innymi wyścigówkami w wielkim wyścigu o nazwie World Grand Prix. Tym razem będzie obejmował trasę w Japonii, Włoszech i Wielkiej Brytanii. 
Po przylocie do Tokio McQueen oraz inni uczestnicy zostali zatankowani Allinolem – alternatywnym, ekologicznym paliwem stworzonym przez organizatora wyścigu, Milesa Axelorda Wyścigi mają też zaawansowaną technologię śledzenia i transmisji. 
W tym czasie Złomek zostaje wplątany w międzynarodową aferę szpiegowską. Przez przypadek trafia w sam środek tajnej operacji brytyjskich agentów – Finn McMissile’a i Holley Shiftwell.
Podczas wyścigu tajemniczy złoczyńcy (tzw. Lemoniaki, czyli stare samochody, które chcą zniszczyć nowe paliwo) testują broń, która powoduje przegrzanie i wybuch silnika aut zasilanych Allinolem.
Zygzak i Francesco toczą zaciętą walkę o prowadzenie – Francesco dominuje na prostych odcinkach, ale McQueen nadrabia w zakrętach. W trakcie wyścigu Shuto Todoroki zostaje uszkodzony przez falę elektromagnetyczną (ukrytą bronią złoczyńców), co wzbudza podejrzenia. Złomek przypadkowo sabotuje komunikację McQueena przez radio, co dodatkowo wpływa na wynik. McQueen nie wie jeszcze, że coś jest nie tak z Allinolem i kończy wyścig na drugim miejscu, tuż za Francesco.
Porto Corsa to malownicze, nadmorskie miasteczko we Włoszech, inspirowane prawdziwym włoskim wybrzeżem (głównie Cinque Terre i Amalfi). Trasa wyścigu biegnie wzdłuż stromych klifów, krętych uliczek miasta, z ostrymi zakrętami i pięknymi widokami na morze.
Po wydarzeniach w Japonii coraz więcej zawodników odmawia używania Allinolu, bo zaczynają podejrzewać, że to ono powoduje awarie. McQueen mimo ryzyka zgadza się używać Allinolu, ponieważ chce udowodnić, że to paliwo jest bezpieczne. Złomek, który niedawno został wplątany w aferę szpiegowską, przypadkowo podsłuchuje rozmowy złoczyńców, ale nikt mu nie wierzy. 
Wyścig startuje widowiskowo, z dużym dopingiem dla Francesco. Trasa jest bardzo wymagająca – pełna ostrych zakrętów, tuneli, podjazdów i śliskich odcinków brukowanej nawierzchni. Francesco dominuje na prostych, ale McQueen doskonale radzi sobie w technicznych partiach trasy. Złoczyńcy planują użyć broni elektromagnetycznej znowu – tak jak w Japonii – by „przegrzać” silniki samochodów jadących na Allinolu.
Tym razem, atak zostaje przeprowadzony, ale Zygzak McQueen unika zniszczenia – głównie dlatego, że Złomek i agenci szpiegowscy zakłócają transmisję sygnału do broni. Inne auta (np. Carla Veloso) zostają uszkodzone. Atak się nie udaje w pełni, ale zniszczenia są widoczne.
Zygzak McQueen wygrywa wyścig w Porto Corsa, pokonując Francesco na jego własnym terenie. Publiczność jest zaskoczona, a McQueen świętuje zwycięstwo. To jednak zwycięstwo z napięciem, ponieważ zagrożenie staje się coraz bardziej realne – McQueen zaczyna się zastanawiać, czy naprawdę jest bezpieczny.
Wyścig odbywa się w sercu Londynu, z trasą przebiegającą przez najbardziej znane miejsca miasta: Big Ben, Tower Bridge, Pałac Buckingham i inne znane londyńskie ulice.
Po dwóch wcześniejszych sabotażach (Tokio i Porto Corsa) większość zawodników odmawia używania Allinolu. Zygzak McQueen, choć również nie ufa Allinolowi, decyduje się nie wycofywać z wyścigu – chce zakończyć rywalizację z Francesco sportowo. Miles Axlerod naciska, by mimo wszystko używano Allinolu, ale jego reputacja zaczyna się kruszyć.
Złomek odkrywa, że to Axlerod jest szefem Lemoniaków, i że planuje zabić McQueena za pomocą bomby, którą… przypadkowo zamontowano w samym Złomku. Rozpoczyna się wyścig z czasem, by nie tylko ocalić McQueena, ale też ujawnić całą prawdę.
McQueen i Francesco ruszają jako główni faworyci. Trasa wiedzie przez wąskie uliczki Londynu, z ostrymi zakrętami, brukowaną nawierzchnią i typowo brytyjską scenerią – czerwone budki telefoniczne, mosty, mgła i zamek królewski.
Złomek zostaje porwany przez Lemoniaków, ale ucieka. Odkrywa, że w jego wnętrzu zamontowano bombę z detektorem ruchu i lokalizacji, która ma wybuchnąć, gdy zbliży się do McQueena. McMissile i Holley próbują rozbroić ładunek, ale tylko osoba, która go uzbroiła, może go dezaktywować – a to zdradza, że prawdziwym mózgiem operacji jest Miles Axlerod.
Złomek, mimo zagrożenia, jedzie do McQueena, by go ostrzec. McQueen zauważa, że coś jest nie tak i ucieka przed Złomkiem, nie wiedząc, że ten ma w sobie bombę. Po emocjonującym pościgu, Złomek konfrontuje się z Axlerodem na oczach wszystkich.
Złomek zmusza Axleroda, by sam wyłączył bombę – co potwierdza, że to właśnie on ją aktywował. Axlerod zostaje zdemaskowany jako przywódca Lemoniaków, a jego plan – zniszczenie reputacji alternatywnych paliw i kontrolowanie rynku ropy – zostaje ujawniony.
Nie jest pokazane, kto oficjalnie wygrywa wyścig, ponieważ cała akcja szpiegowska i próba zamachu przerywają jego zakończenie. Fabuła skupia się na ratowaniu Zygzaka i rozbrojeniu bomby, a nie na samym finiszu.
Po wszystkim Allinol zostaje wycofany z użytku. Axlerod zostaje aresztowany. Złomek zostaje okrzyknięty bohaterem i dostaje zaproszenie do zostania agentem, ale odmawia, wybierając życie w Chłodnicy Górskiej ze swoimi przyjaciółmi.

## Auta 3
Pięć lat później, Zygzak McQueen, siedmiokrotny mistrz Złotego Tłoku, staje w obliczu rewolucji w wyścigach — nowy zawodnik, Jackson Storm, reprezentuje nową generację rozwiniętych technologicznie aut, które przewyższają go pod względem aerodynamiki i osiągów.  Podczas finałowego wyścigu w Los Angeles McQueen chwilowo prowadzi, lecz traci kontrolę nad pojazdem, ulega dramatycznemu wypadkowi i przedwcześnie kończy swój sezon.
Po czterech miesiącach regeneracji w Chłodnicy Górskiej, McQueen ogląda nagrania katastrofy swojego mentora, Doc Hudsona. Obawia się, że może być zmuszony do zakończenia kariery w tak samo brutalny sposób. Odkrywa, że jego sponsorzy, Rusty i Dusty, sprzedali firmę Rust-eze przedsiębiorczemu Sterlingowi, który kieruje McQueena do Rust-eze centrum wyścigowego, pod opiekę techniczki Cruz Ramirez. 
Cruz stosuje nietypowe, holistyczne podejście do treningu — rozciąganie, nowe metody, a także wyjazd na plażę ognistych kul, gdzie McQueen osiąga tylko 198 mil/h, nadal wolniej od Storma. Sterling traci wiarę, jednak McQueen stawia ultimatum: jeśli wygra w Florida 500, może kontynuować karierę; jeśli przegra — zostanie i zakończy jazdę. Cruz wraz z nim jedzie na trening.
McQueen i Cruz trafiają na tor Dolina Piorunów, który zamiast prawdziwego wyścigu okazuje się być brutalnym derby – "Szalona óśemka". Wśród pojazdów znajduje się Miss Fritter, potężny autobus szkolny, który omal nie eliminuje McQueena — ostatecznie Cruz zwycięża, lecz przypadkowo odsłania McQueena widzom i jest to transmitowane. Zawiedziony McQueen przypadkowo niszczy jej trofeum. Cruz przyznaje, że kiedyś chciała być kierowcą, ale nie miała odwagi. Odejmuje i wraca do centrum treningowego.
Zainspirowany przyjacielem Złomkiem, McQueen jedzie po Cruz i odwiedza Thomastown – miejsce, gdzie trenował Doc Hudson, spotyka tam Smokeya i legendarnych kierowców: Louise Nash, Junior „Midnight” Moon i River Scott. Uczy się od nich sprytnego wyścigowania, zamiast polegania tylko na prędkości.
Podczas wyścigu widzi Cruz na torze i bez chwili wahania decyduje się dać jej szansę — wysyła ją w jego miejsce, instruując przez radio. Cruz, dodając do nauk McQueena także technikę od Doc Hudsona, spycha Storma, używając efektownego przelotu po ścianie, i wygrywa wyścig. 
Cruz odrzuca ofertę Sterlinga i dołącza do zespołu Dinoco. McQueen powraca do Chłodnicy Górksiej, gotowy kontynuować karierę, ale teraz jako mentor Cruz – niosąc dziedzictwo Doc Hudsona dalej.   

## Auta w trasie

### Odcinek 1
Zygzak McQueen dowiaduje się, że Złomek wybiera się na drugi koniec kraju, by odwiedzić swoją siostrę. Choć początkowo nie do końca rozumie potrzebę tej podróży, decyduje się mu towarzyszyć – dla przyjaźni i… odrobiny przygody. Ich pierwszym przystankiem jest park tematyczny z mechanicznymi dinozaurami, który robi duże wrażenie na Zygzaku, mimo że początkowo traktuje go z przymrużeniem oka. Dla byłego mistrza wyścigów to dopiero początek drogi pełnej niespodzianek.

### Odcinek 2
McQueen, zwykle twardo stąpający po asfalcie, trafia do mrocznego, opuszczonego hotelu. Złomek jest zachwycony atmosferą grozy, ale Zygzak czuje się nieswojo – nie lubi strachu, którego nie da się wyprzedzić jak na torze. Z czasem jednak zaczyna wciągać go klimat zagadek i tajemnic, a ta noc staje się dla niego próbą odwagi... innego rodzaju niż na wyścigu.

### Odcinek 3
Podczas postoju w dziwnym miasteczku, Zygzak zaczyna mieć wątpliwości, czy to, co widzi, to rzeczywiście świat realny. Gdy Złomek zostaje porwany przez… coś, co przypomina kosmitów, McQueen rusza na „ratunek”, choć nie wie, z czym tak naprawdę się mierzy. To odcinek, który wystawia jego racjonalność na próbę i pokazuje, że Zygzak potrafi działać odważnie nawet wtedy, gdy nie wszystko da się wyjaśnić.

### Odcinek 4
Zygzak słucha opowieści Złomka o „dawnym świecie”, gdzie wszystko było inne. Odcinek przedstawia alternatywną rzeczywistość – McQueen jako jaskiniowiec uczy się, jak wyglądałyby wyścigi i przyjaźń w czasach prehistorycznych. Dla Zygzaka to fantazja, ale też zabawna lekcja tego, jak zmieniają się rzeczy, a pewne wartości – jak lojalność – zostają takie same.

### Odcinek 5
Zygzak i Złomek trafiają na artystyczne przedstawienie. Złomek, jak zwykle, angażuje się bez oporów, ale Zygzak jest sceptyczny. Jednak z czasem sam zostaje wciągnięty w teatralny świat. McQueen zaczyna rozumieć, że ekspresja i występy sceniczne to inna forma rywalizacji i wyrażania siebie – może i nie są szybką jazdą, ale również wymagają odwagi.

### Odcinek 6
Zygzak i Złomek biorą udział w śledztwie dotyczącym tajemniczej legendy drogowej. McQueen wciela się w rolę detektywa – z początku niezręcznie, ale z czasem z zapałem. To dla niego zabawa, ale też wyzwanie – rozwikłać zagadkę bez GPS-u, bez toru, bez reguł. Odcinek pokazuje jego zdolność adaptacji i współpracy, nawet w nietypowych sytuacjach.

### Odcinek 7
Zygzak i Złomek trafiają do dzikiego derby, gdzie wszystko wygląda jak żywcem wyjęte z „Mad Maxa”. McQueen – przyzwyczajony do eleganckich torów i precyzyjnych wyścigów – czuje się jak ryba wyjęta z wody. Jednak wkrótce odkrywa, że dzikość też może mieć swoje zasady… a jazda w kurzu i błocie to także forma wyzwania. Dla Zygzaka to nowe doświadczenie wyścigowe – brudne, brutalne, ale ekscytujące.

### Odcinek 8
Cały odcinek to musical – co dla Zygzaka, powściągliwego i nieco sceptycznego wobec nadmiaru emocji, jest lekkim szokiem. Mimo początkowego oporu, McQueen daje się wciągnąć w muzyczną formę opowieści. Odkrywa, że rytm, śpiew i ruch też mogą być sposobem na opowiedzenie historii – i że czasem warto się po prostu wyluzować i… zaśpiewać.

### Odcinek 9
Zygzak i Złomek docierają do celu – ślubu siostry Złomka. Dla McQueena to moment refleksji: przez całą podróż wiele się nauczył – nie tylko o świecie, ale też o swoim przyjacielu. Zamiast toru wyścigowego, znalazł drogę pełną wspomnień i chwil, które na długo zostaną w jego silniku. Odcinek kończy się ciepło i z humorem – ukazując, że dla McQueena ta podróż była czymś więcej niż tylko drogą. 